# Katharina Roth

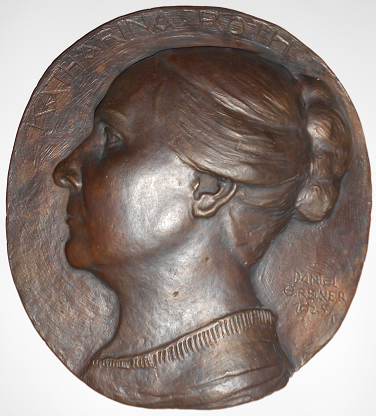
Katharina Roth (Relief von Daniel Greiner, 1925)

Anna Katharina Roth, geborene Sehnert (* 26. Juni 1882 in Schaafheim; † 3. Juni 1967 in Darmstadt) war eine deutsche kommunistische Politikerin.

## Leben
Katharina Roth wurde als Tochter des Maurers Nikolaus Sehnert und dessen Frau Anna Katharina, geborene Kreh geboren. Sie heiratete Jakob Roth. Katharina Roth arbeitete bis zu ihrer Heirat als Dienstmädchen und schloss sich 1907 der SPD an. Während des Ersten Weltkrieges trat sie zur USPD über, wo sie zum linken Flügel gehörte, welcher sich 1920 mit der KPD zusammenschloss.

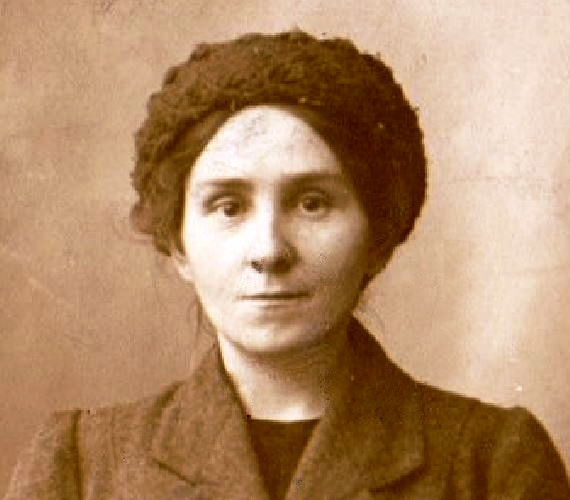
Katharina Roth, ca. 1915

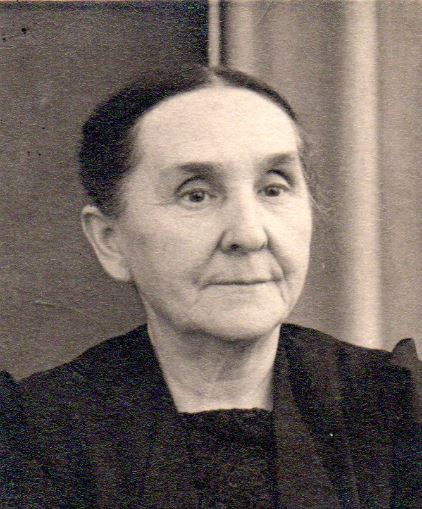
Katharina Roth, ca. 1950

In der KPD gehörte Roth zum „linken“ Flügel um Ruth Fischer und Arkadi Maslow und war unter anderem in der frauenpolitischen Arbeit aktiv. Sie rückte 1922 für den ausgeschiedenen Abgeordneten Aloys Rink in den Landtag des Volksstaates Hessen nach und wurde auch 1924 wiedergewählt. Nach der Absetzung der Parteiführung um Fischer und Maslow im Herbst 1925 gehörte sie zur linken Opposition gegen die neue Parteiführung um Ernst Thälmann und wurde im Mai 1927 aus der Partei ausgeschlossen.
Nachdem sie ihr Landtagsmandat bis zur Auflösung der Legislative im November 1927 als fraktionslose Abgeordnete wahrgenommen hatte, schloss sich Katharina Roth im Frühjahr 1928 dem Leninbund an, zog sich aber später aus der aktiven Politik zurück.